# Abaeté
Abaeté es un municipio brasileño del estado de Minas Gerais. Su población estimada en 2004 era de 23.217 habitantes.
Se encuentra próxima a la presa de Três Marias, y es atravesada por el río Marmelada, que en muchas situaciones de lluvia, causa trastornos a la población de la ciudad debido a sus desbordes.

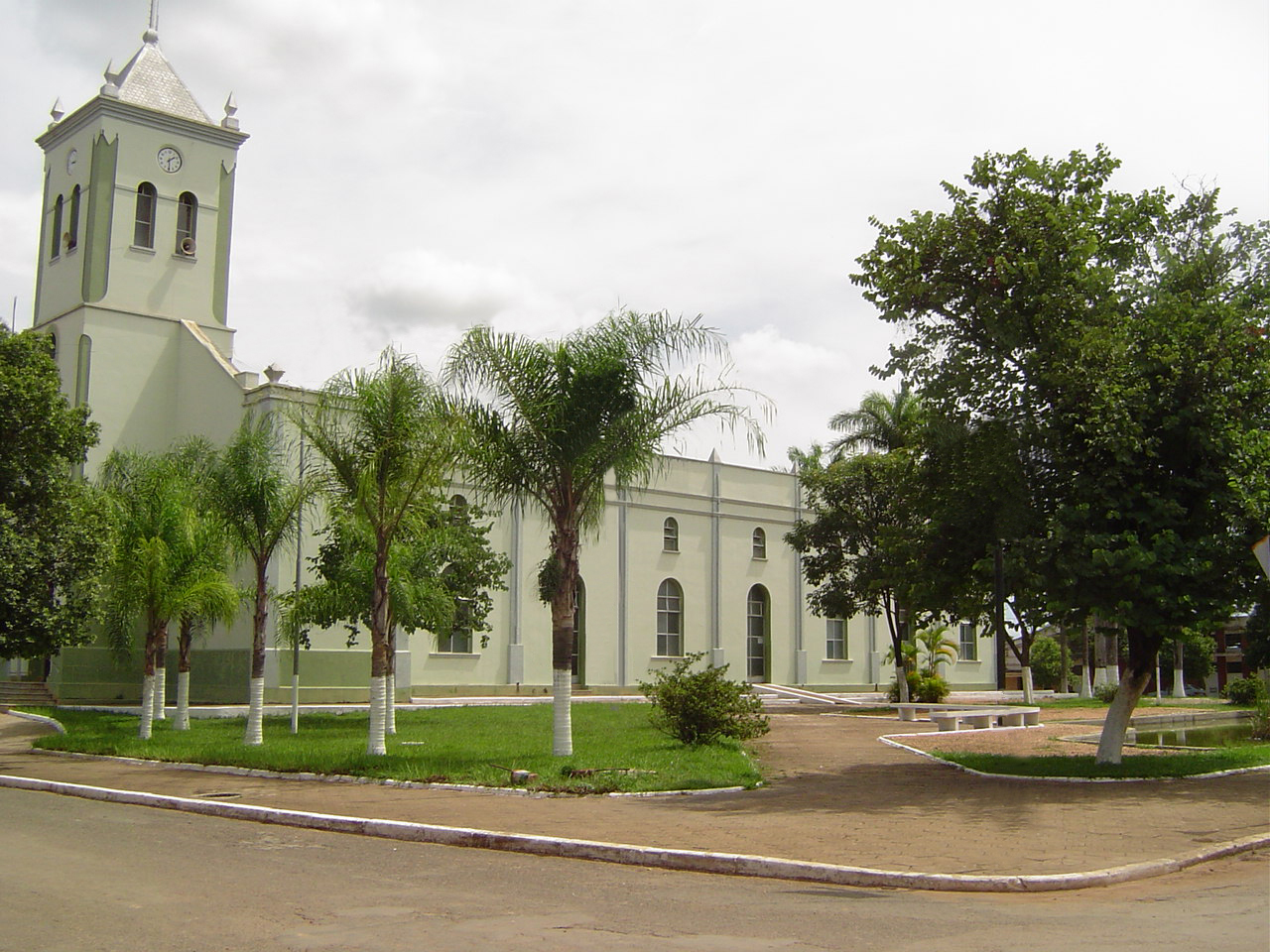
Iglesia Principal

## Historia
El nombre Abaeté, tiene su origen atimológico del tupi, y significa hombre fuerte o hombre valiente, denominación por el cual eran conocidos los indígenas de la gran nación tupi, que vivió en la región del valle de São Francisco, en la región que hoy es denominada minera de centro-oeste, donde se formó el poblado de Nuestra Señora de las Dores del Marmelada, villa que dio origen al actual municipio.

## Economía
La ciudad posee como principales actividades económicas la ganadería lechera, la ganadería de carne, la fruticultura, además de industrias frigoríficas, prendas de vestir y productos lácteos.